# A két Lotti (film, 1950)
A két Lotti (eredeti cím: Das doppelte Lottchen) 1950-ben bemutatott fekete–fehér NSZK film Josef von Báky rendezésében. A forgatókönyvet saját azonos című regényéből Erich Kästner írta. A zenéjét Alois Melichar szerezte. A történet főszereplőit Isa Günther és Jutta Günther alakították. A mozifilm a Carlton Film gyártásában készült, a Bavaria Film Studios forgalmazásában jelent meg. Ez a filmadaptáció volt a regény első megfilmesítése. Műfaja filmdráma.
Ausztriában 1950. december 1-jén, a Német Szövetségi Köztársaságban 1950. december 22-én mutatták be a mozikban, Magyarországon 1993. április 11-én az MTV 2-n vetítették le a televízióban.

## Cselekmény
Két tízéves kislány egy nyári leánytáborban találkozik (a kitalált) Seebühlben, ami a (kitalált) Bühlsee tónál van. A szemtelen Luise Palfy Bécsből, és az udvarias, szerény Lotte Körner Münchenből nagyon hasonlítanak egymásra. Eleinte Luise utálja Lottét, mert annyira hasonlítanak, de ez hamarosan megváltozik, később pedig felfedezik, hogy azonos évben és napon és azonos városban születtek. Egyiküknek csak apja, a másiknak csak anyja van, a másik szülőről semmit se tudnak.
Luise apja zeneszerző és karmester, ők Bécsben élnek, jómódban, házvezetőnőjük is van, Luise apja egy kis műteremlakást bérel, ahol a zeneszerzésnek szentelheti magát (később kiderül, hogy a barátnőjével is itt szokott találkozni). Lotte az anyjával él Münchenben, anyja újságírónő. Lotte ügyesen főz, általában ő megy bevásárolni és ő készíti az ételt.
A nyaralás végére a két lány elhatározza, hogy helyet cserélnek egymással, mivel szeretnék megismerni a másik szülőjüket is. Ehhez megtanulják a szükséges tudnivalókat: mi hol van a lakásban, hova járnak iskolába, hogy hívják az ismerősöket és hol szoktak vásárolni.
Senki sem veszi észre a cserét, csak Palfy apuka egyik ismerősének, a tanácsos úr terrier kutyája nem akarja megismerni a kislányt, aki visszatért a táborból.
Amikor Lotte megtudja, hogy az apja komolyan meg akar nősülni, elmegy a jövendőbeli mostohájához, hogy megkérje rá, ne menjen hozzá az apjához. A nő cselvetésnek gondolja a dolgot, Lotte azonban estére belázasodik és ágynak esik.
Az anya egy véletlen folytán meglátja lányai fényképét, amit a nyaralás alatt készíttettek magukról, mert a fényképész beküldte az újsághoz, ahol az anya dolgozik. Otthon az igazi nevén szólítja a lányát (Luise), mire az elejti a tányért, így kiderül a turpisság. Mivel Lotte már napok óta nem írt levelet, felhívják őket telefonon. Amikor kiderül, hogy Lotte ágyban fekvő lázas beteg, másnap odautaznak. Ludwig szakít a barátnőjével.
A kislányok azt kérik a szüleiktől, ők hadd maradhassanak együtt. Szüleik megbeszélik a dolgot. Ludwig először azt javasolja, hogy a lányok legyenek az anyjuknál, nála pedig minden évben egy hónapot. Volt felesége azonban meggyőzi róla, hogy a gyerekeknek mindkét szülőjükre szükségük van.  Végül újra összeházasodnak, a család újból együtt él Bécsben. Az apa elcserélte a műteremlakást a lakásuk melletti kis lakásra, ahol a közelben lehet.

## Szereposztás
| Szerep                                                | Színész          | Magyar hangja (1. szinkron) |
| ----------------------------------------------------- | ---------------- | --------------------------- |
| Luise Palfy, az ikerpár egyik fele                    | Isa Günther      | Simonyi Piroska             |
| Lotte Körner, az ikerpár másik fele                   | Jutta Günther    | Vadász Bea                  |
| Ludwig Palfy, a lányok apja, zeneszerző és karmester  | Peter Mosbacher  | Melis Gábor                 |
| Luiselotte Körner, a lányok anyja, újságíró           | Antje Weisgerber | Andresz Kati                |
| Irene Gerlach, aki Ludwighoz szeretne feleségül menni | Senta Wengraf    | Földesi Judit               |
| Strobl tanácsos, a kutyás                             | Hans Olden       | Kristóf Tibor               |
| Resi, Palfy házvezetőnője                             | Auguste Pünkösdy | Menszátor Magdolna          |
| Muthesius asszony                                     | Maria Krahn      | Győri Franciska             |
| Ulrike kisasszony                                     | Inge Rosenberg   | Györgyi Anna                |
| Gabele úr, festőművész                                | Walter Ladengast | Wohlmuth István             |
| Fényképész                                            | Rudolf Rhomberg  | Uri István                  |
| Dr. Steinecker                                        | Gustav Waldau    | Kun Vilmos                  |
| Narrátor                                              | Erich Kästner    | Végvári Tamás               |
| Wagenthaler asszony                                   | Liesl Karlstadt  | N/A                         |
| Gerda kisasszony                                      | Gaby Philip      | N/A                         |
| Linnekogel kisasszony                                 | Gertrud Wolle    | N/A                         |

- További magyar hangok: Antal László, Bessenyei Emma, Cs. Németh Lajos, Czigány Judit, Garai Róbert, Kassai Ilona, Köves Dóra, Zsolnai Júlia
- A Bajor Állami Opera művészei: Gerda Sommerschuh, Ina Gerhein, Katja Sabo, Paul Kuën, Friedrich Bender

## Megjelenés
A film DVD-n 2009. május 15-én jelent meg.

## Díjak, jelölések
1951, Német Filmdíj (1951)
- díj: Golden Candlestick, kiemelkedő mozifilm
- díj: rendezői arany díj – Josef von Báky
- díj: arany filmdíj, kiváló egyéni teljesítmény: forgatókönyv – Erich Kästner

## Forgatási helyszínek
- Bavaria Film Studios, Geiselgasteig, Grünwald, Bajorország, Nyugat-Németország
- Matzen kastély, Brixlegg, Tirol, Ausztria
- Thiersee, Tirol, Ausztria

## Televíziós megjelenések
- MTV 2, MTV 1

## Fordítás
Ez a szócikk részben vagy egészben  a   Das doppelte Lottchen (Film) című német Wikipédia-szócikk ezen változatának fordításán alapul.  Az eredeti cikk szerkesztőit annak laptörténete sorolja fel. Ez a jelzés csupán a megfogalmazás eredetét és a szerzői jogokat jelzi, nem szolgál a cikkben szereplő információk forrásmegjelöléseként.